# Neodiplocampta paradoxa
Neodiplocampta paradoxa är en tvåvingeart som först beskrevs av Jaennicke 1867.  Neodiplocampta paradoxa ingår i släktet Neodiplocampta och familjen svävflugor. Inga underarter finns listade i Catalogue of Life.